# Alhed Larsen
Alhed Maria Larsen (født Warberg 7. april 1872 på gården Ensomhed, Heden Sogn, død 31. august 1927 i Odense) var en dansk kunstmaler, der sammen med sin mand, Johannes Larsen, tilhørte gruppen af fynske malere.

## Biografi
Alhed Larsen var datter af godsforvalter Albrecht Christoffer Warberg, der boede på avlsgården Erikshaab ved godset Gelskov i Hillerslev Sogn, ca. 15 km nordøst for Fåborg, hvor hun og hendes 7 søskende tilbragte deres barndom. Stedet blev tidligt et mødested for de kunstnere, der senere blev kendt som Fynboerne.
Larsen malede allerede i 1885 under vejledning af Fritz Syberg, og senere sluttede også hendes senere mand Johannes Larsen og Peter Hansen sig til. Hun rejste som 17-årig til København, hvor hun boede hos sin morbror, Ludvig Brandstrup, der gav hende tegnetimer.
Hun arbejdede 1890-1893 som glasurmaler på Det Kongelige Porcelænsfabrik.
I februar 1894 rejste hun til Italien og var borte godt et år med hjemkomst til Erikshaab april 1895. I september 1897 var Alhed Larsen med Johannes Larsen, ægteparret Syberg, Marie og Carl Schou samt Eckardts på et månedlangt ophold på Larsen-familiens skovgård Höljeryd i Småland.
Da hun endelig blev gift med Johannes Larsen i 1898, flyttede parret til Kerteminde på Nordøstfyn, hvor de hurtigt byggede deres nye hjem, Møllebakken i udkanten af byen. Parret fik sammen børnene Andreas Larsen (Puf, 12. maj 1899 og Johan Larsen (Lysse, 27. februar 1901). Huset blev ved flere lejligheder udvidet og blev til et af landets smukkeste kunstnerhjem. Med sine 16 soveværelser fungerede det som et centralt mødested for de fynske malere og deres venner.

## Værker
Alhed Larsens kunstneriske produktion er ikke omfattende. Hun arbejdede mest med pastelkridt og olie. Motiverne var ofte blomsteropstillinger samt scener fra haven og hjemmet.
Alhed Larsen udstillede fem gange fra 1900 til 1906 på Charlottenborg Forårsudstilling. Med oprettelsen af Faaborg Museum i 1910 fik fynbomalerne deres eget museum; dog fyldte Alhed Larsen og de øvrige kvindelige malere ikke meget i samlingen. Hun er til gengæld rigt repræsenteret på Johannes Larsen Museet. I 1912 satte kvinderne deres egen udstilling på Den Frie.
Side om side med rollen som mor og værtinde fandt hun stadig tid til at male. Sammen med sin mand tog hun på studierejser til Paris (1904) og USA, hvor hun tilbragte seks måneder med sin familie i 1904.
Vurdering
Farverne er ret mørke i hendes tidlige arbejde, men hun skildrede senere sollys skinnende på hendes blomsterarrangementer og vinduesscener. I 1917 havde hun og hendes mand hver deres atelier på Møllebakken ved siden af vinterhaven, hvor hun kunne udvikle sit maleri med mere intense farver, nogle gange i pastel. I 1920'erne blev hendes helbred forringet, men hun fortsatte med at male, stadig mere impressionitisk, indtil sin død i 1927. Efter hendes død sørgede hendes mand for, at hendes arbejde blev ordentligt repræsenteret i det nystiftede Kerteminde Museum.
1986 åbnede kunstmuseet Johannes Larsen Museet i Kerteminde. Museet er indrettet i kunstnerægteparrets store bolig og atelier, som de opførte i 1901 på Møllebakken. Museet er en del af Østfyns Museer.

## Billeder
| - Værker af Alhed Larsen - Blomstrende æbletræ, 1903 - Kejserkroner, 1910 - Havehuset med blomstrende kirsebær, før 1927 - Cineraria i et vindue, 1927 - Levkøjer Mellem 1887 og 1927 |